# Daniel Ozmo
Daniel Ozmo (14 de março de 1912 - 5 de setembro de 1942) foi um pintor e gravurista judeu-iugoslavo. Ele estudou em Belgrado, onde se tornou membro do movimento comunista progressista da juventude.
Suas pinturas, além da vida judaica sefardita, retratavam as relações sociais na Bósnia rural e da classe trabalhadora. Suas obras foram exibidas de 1932 a 1940 em Sarajevo, onde ele foi um dos fundadores do grupo de jovens pintores, e em Belgrado em 1937.

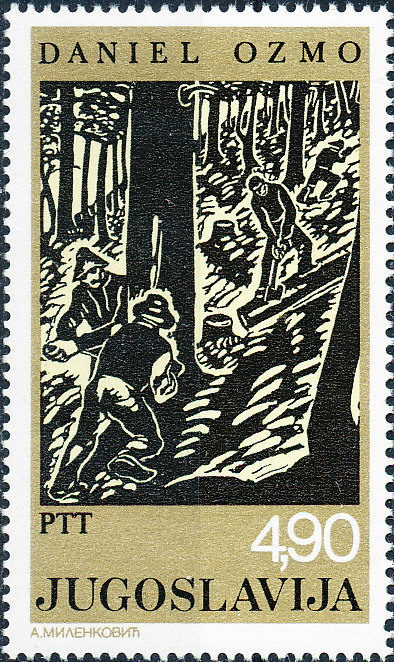
Woodcutters por Ozmo em um selo iugoslavo de 1978

Ozmo foi capturado junto com Daniel Kabiljo em Sarajevo pelos nazistas após a invasão da Iugoslávia. Por ser conhecido como ativista de esquerda por seu envolvimento com o movimento Collegium Artisticum na década de 1930, Ozmo se escondeu com a família da irmã para evitar a prisão, mas foi emboscado pela polícia ao tentar fugir da cidade. Ele foi deportado para o campo de concentração de Jasenovac em 16 de novembro de 1941. No acampamento, ele foi forçado a realizar trabalhos pesados, como construir o quartel do acampamento, uma cerca de arame e uma barragem. Ozmo também era okapo de uma oficina de artistas conhecida como "grupo de cerâmica" que produzia arte de propaganda "oficial" para o acampamento. Algumas dessas obras são mantidas no Museu Histórico da Bósnia e Herzegovina. Ele foi executado no campo em 1942, em 1º de agosto ou 5 de setembro, por fuzilamento.   